# Lynn Chircop
Lynn Chircop (Santa Venera, 10 agosto 1981) è una cantante maltese.
Ha rappresentato Malta all'Eurovision Song Contest 2003 con il brano To Dream Again.

## Biografia
Lynn Chircop ha iniziato a cantare in hotel e locali. Nel 2002 è entrata a far parte del gruppo musicale Blend 7. L'anno successivo ha partecipato a Malta Song for Europe 2003, il processo di selezione del rappresentante maltese per l'Eurovision, con il suo singolo di debutto To Dream Again. Nella finale dell'8 febbraio è stata incoronata vincitrice: pur essendo arrivata solo 5ª su 16 concorrenti nel televoto, ha vinto il voto della giuria, ottenendo abbastanza punti da risultare la vincitrice generale. All'Eurovision, che si è tenuto il successivo 24 maggio a Riga, si è classificata al 25º posto su 26 partecipanti con 4 punti totalizzati.

## Discografia

### Singoli
- 2003 - To Dream Again